# Jean-Henry Gourgaud
Jean-Henry Gourgaud anomenat Dugazon (Marsella, 15 de novembre de 1746 - Sandillon, 10 d'octubre de 1809) fou un actor casat amb l'actriu Louise Rosalie Lefebvre i pare del compositor Gustave Dugazon.
Als vint-i-quatre anys debutà en la Comèdia Francesa, i des del principi, agradà al públic. Abraçà amb entusiasme els principis de la Revolució, i el 1791 se separà de la Comèdia Francesa amb Talma i d'altres artistes, per a passar al teatre de varietats del Palau Reial. Més tard treballà en el teatre Feydeau, i el 1799 tornà a la Comèdia Francesa, en la que hi va romandre fins al 1807, en què el seu estat de salut l'obliga a retirar-se. El 1776 s'havia casat amb l'actriu Louise Rosalie Lefebvre de la que se'n divorcià el 1794, si bé des de molt temps abans estaven separats ambdós esposos. Va escriure les comèdies: L'Emigrante (1792), L'avénement de Mustapha au trone (1792) i La modéré (1793).